# سوگیری توجه

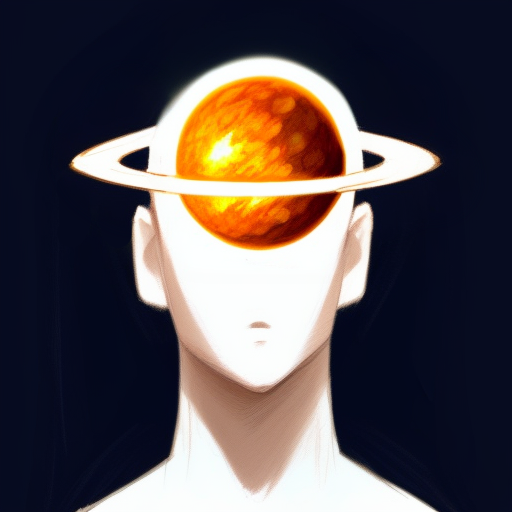
مانکنی با مغز یک سیاره، که توسط یک سیستم حلقه‌ای احاطه شده است که نمایانگر افکاری است که در پاسخ به توجه تکرار می‌شوند.

سوگیری در توجه (به انگلیسی: Attentional bias) گونه‌ای از سوگیری‌های شناختی است که فرد به صورت غیرارادی توجه ویژه‌ای به یک محرک خاص یا یک نشانه حسی داشته باشد. چنین سوگیری‌هایی معمولاً به قضاوت ضعیف و نادرست یا یادآوری ناقص از یک واقعه خاص می‌انجامند. از پیامدهای این سوگیری می‌توان، ضعف در تصمیم‌گیری منطقی و گرایش به یک یا چند مشخصه از کل مشخصه‌های یک پدیده را نام برد.

## مثال
به عنوان مثال، افرادی که به‌طور مکرر به لباس خود فکر می‌کنند، توجه بیشتری به لباس‌های سایر افراد نیز می‌کنند. یا به عنوان نمونهٔ دیگر، فرض کنید شما علاقه‌مند به دختری با موی خرمایی، چشمان قهوه‌ای و با پالتویی قرمز هستید. نکتهٔ قابل توجهی که نظر شما را به خود جلب کرده، این است که پس از علاقه‌مندی شما به این دختر، شما در بسیاری از موقعیت‌ها و اماکن با دخترهایی با مشخصه‌های بالا رو به رو می‌شوید، دختری با موی خرمایی، چشمان قهوه‌ای و پالتویی قرمز؛ در دانشگاه، مترو و مرکز خرید. حال پرسش این است که آیا دخترهایی با چنین مشخصه‌هایی قبلاً در این مکان‌ها وجود نداشته‌اند؟ و اگر چنین نبوده چرا شما اکنون شمار زیادی از دخترانی با چنین مشخصه‌هایی را در اطراف خود می‌بینید و آن‌ها در کانون توجه شما قرار گرفته‌اند؟

## نظر روان‌شناسان
برخی از روانشناسان بر این باورند که سوگیری‌های شناختی در مسیر حیات و موجودیت انسان در کرهٔ خاکی و برای مواجهه و انجام عکس‌العمل مناسب در زمان خطر، در مغز ما انسان‌ها فرگشت یافته‌اند. به همین دلیل، مردم معمولاً بیشتر توجه خود را به محرک‌هایی که ممکن است تهدیدی برای آن‌ها به وجود آورد متمایل می‌کنند. به عنوان نمونه افراد توجه بیشتری به چهره‌هایی که عصبانی و خشمگین هستند نشان می‌دهند و اگر تعداد زیادی از چهره‌ها در دید شخص داشته باشد، توجه فرد به سوی چهره‌های خشمگین سو داده می‌شود.
از نظر فیزیولوژیکی این سوگیری معمولاً با عکس‌العمل‌های حسی همانند بینایی کانونی (که در آن فرد وحشت‌زده دید محیطی وسیع خود را از دست می‌دهد و تمرکز خود را بر جسم تهدیدکننده منعطف می‌کند)، ترشح آدرنالین، افزایش ضربان قلب و حتی یک واکنش عصبی است که به فرد اجازه رفلکس سریع‌تری می‌دهد، همراه است.
اندازهٔ متوسطی از این نوع سوگیری را می‌توان جزئی از طبیعت انسان و امری لازم برای حیات او دانست ولی سطح بالای آن ممکن است نشانه یا نتیجه‌ای از یک اختلال روانی باشد. از آزمایش‌های مشهور می‌توان آزمایش اثر استروپ (واژه‌های با رنگ‌های غیرمشابه) را نام برد.